# Ярлит
Ярлит (англ. Jarlite) — редкий минерал из класса фторидов, названный по имени Карла Фредерика Ярла, бывшего президента Датской криолитовой компании, впервые описавшего этот минерал.

## Свойства
Ярлит — минерал бесцветного, белого или серого цвета, со стеклянным блеском. Имеет твёрдость по шкале Мооса 4-4,5, плотность — 3,78-3,93. Цвет черты минерала — белый, сингония — моноклинная. Ярлит встречается в пустотах частично растворённого криолита пегматитового месторождения в ассоциации с другими фторидами. Открыт в 1933 году.

## Название на других языках
- немецкий — Jarlit
- испанский — Jarlita
- английский — Jarlite